# Jylhänsaari (ö i Birkaland)
Jylhänsaari är en ö i Finland. Den ligger i sjön Löytäne och i kommunen Orivesi i den ekonomiska regionen Tammerfors och landskapet Birkaland, i den södra delen av landet, 160 km norr om huvudstaden Helsingfors. Öns area är 0,9 hektar och dess största längd är 160 meter i nord-sydlig riktning.